# Gmina Toila
Gmina Toila (est. Toila vald) – gmina wiejska w Estonii, w prowincji Virumaa Wschodnia.
W skład gminy wchodzą:
- 2 okręgi miejskie: Toila, Voka
- 9 wsi: Altküla, Konju, Martsa, Metsamägara, Päite, Pühajõe, Uikala, Vaivina, Voka.